# Perkin Warbeck
Perkin Warbeck (asi 1474 – 23. listopadu 1499) byl uchazečem o anglický královský trůn, který tvrdil, že je princem Richardem ze Shrewsbury, mladším synem krále Eduarda IV. Tento princ Richard záhadně zmizel v roce 1483 spolu se svým bratrem Eduardem V. poté, co se jeho strýc (a jmenovec) Richard, vévoda z Gloucesteru, prohlásil anglickým králem.
Na základě svého sporného nároku na anglický trůn se pokusil spojit s odpůrci krále Jindřicha VII. a vyvolat povstání proti němu. Byl však v roce 1497 zajat a v červnu 1499 popraven.

## Nárok na anglický trůn
Osobní život Perkina Warbecka se skládá z mnoha nespolehlivých a různorodých tvrzeních. Warbeck prohlašoval, že se narodil jako Richard ze Shrewsbury. Své záhadné zmizení (jako Richarda ze Shrewsbury) vysvětloval tvrzením, že jeho bratr Eduard V. byl zavražděn, ale Richarda neidentifikovaní vrahové ušetřili kvůli jeho věku a „nevině“. Musel však přísahat, že nezveřejní svou skutečnou identitu „po určitý počet let“. Dále tvrdil, že v letech 1483 až 1490 žil na evropském kontinentu pod ochranou yorských loajalistů, ale když se jeho hlavní opatrovník sir Eduard Brampton vrátil do Anglie, zůstal na svobodě. Poté zveřejnil svou „pravou“ identitu jako Richard, mladší syn krále Eduarda IV.
Pokud by se tedy jednalo o „skutečného“ Richarda, stal by se právoplatným uchazečem o anglický trůn. Ale pouze za předpokladu, že by jeho starší bratr Edward V. byl skutečně mrtvý a že by oba byli legitimními syny krále. Obojí bylo v té době sporné. O osudu Eduarda V. se neví dodnes nic a sňatek krále Eduarda IV. s Alžbětou Wodvillovou byl zpochybněn již yorským králem Richardem III.
Jindřich VII. ho prohlásil za podvodníka a ze začátku ho spíše ignoroval.

## Povstání proti anglickému králi
Po přistání ve městě Cork, které podporovalo yorské panovníky, se Warbeck veřejně prohlásil Richardem ze Shrewsbury a pokusil se vyvolat povstání. Vzhledem k malé podpoře tohoto povstání, se musel Warbeck vrátit se do kontinentální Evropy. Tam se jeho postavení zlepšilo. Přijal ho dokonce francouzský král Karel VIII., Poté, co anglická vojska oblehla Boulogne, Karel VIII. odvolal podporu Warbeckovi.
Podporu mu však i nadále zachovávala Markéta Burgundská, vdova po Karlovi Smělému, a sestra krále Edwarda IV., tudíž i teta knížat ve věži. Přitom Markéta Burgundská opustila Anglii ještě před narozením obou jejích synovců. Zda skutečně věřila tomu, že tento uchazeč byl její pravý synovec Richard, nebo zda ho považovala za podvodníka a jen účelově ho podporovala, není známo. Jindřich VII. protestoval kvůli Warbeckově pobytu u Filipa Habsburského, vévody z Burgundska. Protože byl ignorován, uvalil Jindřich VII. na Burgundsko obchodní embargo a přerušil důležité burgundské obchodní vztahy s Anglií. Domnělého následníka trůnu uvítali také různí další panovníci a v mezinárodní diplomacii ho nazývali vévodou z Yorku. Na pozvání otce vévody Filipa, krále Maximiliána I., se v roce 1493 zúčastnil pohřbu císaře Fridricha III.
Jeho podporovatelé možná skutečně věřili tomu, že Warbeck byl Richard, nebo ho prostě podporovali jen kvůli své touze svrhnout vládnoucího krále Jindřicha VII. Vzhledem k této podpoře v zahraničí, se Warbeck ukázal jako významná hrozba pro nově založenou dynastii Tudorů.
V roce 1495 připlul do Skotska s posádkou financovanou Markétou Burgundskou, aby se spojil s králem Jakubem IV. proti Anglii. Dokonce se oženil i s Kateřinou Gordon, dcerou významného skotského šlechtice. Vpád do Anglie však skončil opět neúspěchem, Jakub IV. uzavřel s Jindřichem VII. mír a Warbeck musel opět uprchnout z Anglie.
Dne 7. září 1497 přistál Warbeck v Cornwallu a doufal, že využije povstání proti Jindřichovi VII. o tři měsíce dříve. Warbeck se prohlásil za anglického krále Richarda IV. a slíbil snížení vysokých daní zavedených kvůli válce se Skotskem. Povedlo se mu sestavit armádu o zhruba 6 000 mužů a vstoupil do Exeteru. Jindřich VII. také postavil své vojsko a táhnul proti němu. Před rozhodujícím střetem však Warbeck zpanikařil, opustil armádu a schoval se do opatství Beaulieu v Hampshire. Jindřich VII. poté porazil zbytek povstalců, jejich velitele nechal popravit nebo zavřít. Warbeck musel poté opustit opatství a vzdát se.

## Vynucené doznání
Po Warbeckově zajetí a výslechu v roce 1497 před očima krále Jindřicha VII., se zveřejnila na základě jeho doznání další verze jeho života. Toto doznání mnozí historici považují jen za částečně pravdivé, protože bylo získáno pod nátlakem. Podle tohoto přiznání se Warbeck narodil ženě jménem Katherine de Faro, manželce Johna Osbecka (známého také jako Johan de Werbecque). Vlámský úředník Osbeck zastával povolání kontrolora města Tournai v dnešní Belgii. Tyto přiznané rodinné vazby jsou podpořeny několika obecními archivy v Tournai, které zmiňují většinu lidí, o nichž Warbeck prohlásil, že je jejich příbuzný. Asi v deseti letech ho jeho matka vzala do Antverp.
Posléze si ho najal bretaňský obchodník. Tento obchodník přivedl Warbecka ve zhruba 17 letech věku do irského Corku v roce 1491 a tam se Warbeck naučil anglicky.
Warbeck poté tvrdí, že když ho viděli oblečeného v hedvábných šatech, někteří občané Corku, kteří byli Yorkisty, mu prokazovali „čest jako členovi královské rodiny v Yorku“. Podle jeho názoru se tito obyvatelé především odhodlali pomstít anglickému králi. A tak se Warbeck rozhodl prohlásit za mladšího syna zesnulého krále Edwarda IV. a vyvolal první povstání proti králi (viz výše).

## Zajetí a smrt
Warbeck byl uvězněn, nejprve v Tauntonu, poté v londýnském Toweru, kde byl „předváděn ulicemi na koních uprostřed divokého houkání a výsměchu občanů“. Jindřich VII. zacházel zpočátku s Warbeckem relativně dobře. Jakmile se přiznal k podvodu, byl propuštěn z londýnského Toweru a dostal ubytování u Jindřichova dvoru. Dokonce mohl být přítomen na královských hostinách. Byl však střežen a nesměl se scházet se svou ženou, která žila pod ochranou královny.
Po osmi měsících u dvoru se Warbeck pokusil o útěk. Rychle byl ale chycen. Poté byl držen ve věži, zpočátku na samotce, později po boku Eduarda Plantageneta, 17. hraběte z Warwicku, oba se pokusili o útěk v roce 1499. Warbeck byl znovu zajat a 23. listopadu 1499 oběšen. Hrabě z Warwicku byl sťat na Tower Hill dne 28. listopadu 1499.
Warbeck byl pohřben v Austin Friars v Londýně na neoznačeném hrobě.